# Кућа Игнаца Левија
Кућа Игнаца Левија подигнута је 1884. године, на Вилзоновом тргу, данас Тргу др Зорана Ђинђића бр. 3, припада Старом градском језгру, као Просторно културно-историјске целине од великог значаја.
На месту данашње зграде налазила се кућа Натошевић Паје коју је 1884. године купио јеврејин Леви Игнац и на њеном месту подигао своју кућу. У прилог томе сведочи и картуш бочних фронтона куће на коме су приказани иницијали ИЛ. Игњац Леви бавио се трговином жита у периоду од 1888. до 1906. године. Кућа је била у власништву породице Леви све до 1936. године када ју је откупила тржна дружина „Лојд” и у њој сместила Грађанску касину са читаоницом. Након Другог светског рата кућа је национализована. Данас се у њој налази Месна заједница „Центар”, слот клуб и у подрумским просторијама ноћни клуб.
Фасада куће је рестаурирана деведесетих године 20. века по мерама Покрајинског завода за заштиту споменика културе из Новог Сада.